# Leyte
Leyte je jeden z ostrovů Filipín. Nachází se uprostřed Visayského souostroví. Omývá ho z východu Filipínské moře, ze západu Suluské moře, ze severu Visayské moře a z jihu odděluje od ostrova Mindanao tzv. Surigaoský průliv. Na severovýchod od něj leží ostrov Samar, mezi nímž a Leyte leží Leytský záliv. Dále na jih poté sousedí s ostrovem Mindanao, na západ s ostrovy Bohol, Cebu, Negros a Panaj a na sever s ostrovy Masabete a Luzon. Centrem Leyte je město Tacloban.
V roce 1944 proběhla u ostrova jedna z největších námořních bitev 2. světové války – Bitva u Leyte.